# Ryne Sanborn
Ryne Sanborn, född 3 februari 1989 i Salt Lake City, Utah, USA, är en amerikansk skådespelare.

## Filmografi (urval)
- 2008 - High School Musical 3 - Jason Cross
- 2007 – High School Musical 2 – Jason Cross
- 2006 – High School Musical – Jason Cross
- 2003 – Everwood (TV-serie) – Colin Hart som ung